# متجر بيع منتجات المزارع

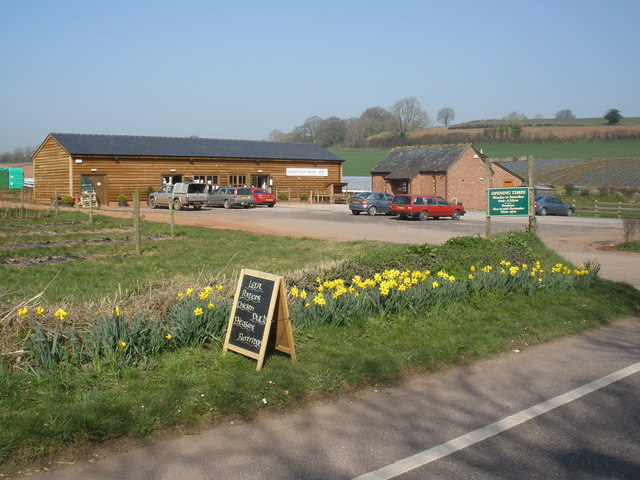
متجر بيع منتجات المزارع هالبيرتون كورت

متجر بيع منتجات المزارع هو نوعٌ من أنواعِ متاجر البيع بالتَّجزئة، والذي عادةً يبيع المحاصيل الزراعية القادمة مباشرةً من المزارع، كما أنَّ البعض يُعيد بيع البضائع ذات الصِّلة؛ كالبقالة، والأطعمة والمشروبات محلية الصنع، والمُعلَّبات الشَّهية.
تتزايد أعدادُ تلك المنافذ في الدّول المتقدمة، وذلك لأنَّ المزارعَ تسعى لكي تُعدِّد مصادر دخلها في مواجهة الضغوطات المالية. البيع المباشر للمستهلك دون تاجرِ جُملةٍ أَو مُوَزِّعٍ كبير يُمَكِّن المزارعين من الاحتفاظِ بقدرٍ أكبر من ناتج الرِّبح. تبيع الكثيرُ من تلك المنافذ البضائعَ الممتازة ذات هامش الرِّبح العالي؛ كالمحاصيل العضوية ذات المصادر المحلِّية المعروفة، لكي تتمكن من التفرقة بين عروضها وعروض المتاجر. قد تستهدفُ المنافذُ الأكبر الأسواقَ الترفيهية، بتقديمها حانات الشاي، ومحلّات الهدايا، ومنتجات نمط الحياة الريفية.
في الآونةِ الأخيرة، وخاصّةً في البلاد والمناطق الزراعية كالمملكة المُتَّحدة، ترتبطُ منافذ بيع المزارع عادةً بمراكز الحدائق والمَشاتِل. وفي الأغلب، تلك المراكز تُوَفِّر قدرًا كبيرًا من الدَّعم لمنفذ البيع عن طريق جذب الزَّبائن، والعكس صحيح.